# TGV Sud-Est
TGV Sud-Est – francuski elektryczny zespół trakcyjny należący do rodziny pociągów TGV. W nomenklaturze SNCF pociągi te są oznaczone jako klasa TGV 23000 (wersje 2-systemowe) oraz TGV 33000 (wersje 3-systemowe). Jest to pierwsza generacja pociągów TGV, zbudowanych przez przedsiębiorstwo Alsthom w latach 1978–1985.
W eksploatacji pozostaje 109 pociągów o numerach 1–98 i 100–102, 110–118. Większość składów poddano modernizacji, zwiększając prędkość maksymalną do 300 km/h.
Pierwsze pociągi TGV Sud-Est zbudowano jako prototypy w 1978 roku. Skonstruowano dwie jednostki tego typu, nazwane „Patrick” i „Sophie”, które przez trzy lata przechodziły różnorakie testy przed uruchomieniem seryjnej produkcji. Projektantem zarówno wyglądu, jak i malowania pociągu był Jack Cooper.
Pociągi TGV Sud-Est składają się z dwóch głowic napędowych, między które włączono 8 wagonów zawieszonych na wspólnych wózkach. Pociąg napędza 12 silników szeregowych prądu stałego. Zestawy kołowe wagonów wyposażone są w hamulce tarczowe, podczas gdy w głowicach napędowych zastosowano tradycyjne hamulce klockowe ze względu na konieczność ograniczenia nacisków osi. Pociągi zasilane są napięciem stałym 1,5 kV lub przemiennym 25 kV. W roku 1984 dostarczono pierwsze pociągi 3-systemowe, przystosowane do zasilania napięciem przemiennym 15 kV, przeznaczone do obsługi połączeń ze Szwajcarią.
Wystrój wnętrza był pierwotnie raczej ubogi, a zagęszczenie foteli jest dość duże, pozostawiając pasażerom niewiele miejsca na nogi. Pociągi miały w założeniach kursować jedynie między Paryżem i Lyonem, a zatem czas podróży rzędu 2 godzin nie wymagał zapewnienia szczególnie wyszukanego komfortu. Tym niemniej wagony są wyposażone w klimatyzację.
Pewna ilość pociągów składała się wyłącznie z wagonów pierwszej klasy, w założeniu przeznaczone one były dla podróżujących w interesach, gotowych zapłacić więcej za większy komfort.
Ze względu na coraz dłuższe czasy podróży pociągami TGV, pociągi zostały zmodernizowane w latach 1986–1990. Wszystkie składy uzyskały zawieszenia pneumatyczne, podobne do zastosowanych we wchodzących właśnie do służby TGV Atlantique. W latach 1987–1996 dokonano również modernizacji wnętrz.
Począwszy od roku 1996 rozpoczęto zmianę malowania pociągów. Oryginalny pomarańczowy kolor TGV Sud-Est ustąpił miejsca szaro-niebieskiemu malowaniu, charakterystycznego dla pozostałych pociągów TGV. Pociągi 3-systemowe uzyskały z kolei specjalne malowanie, charakterystyczne dla Ligne de Coeur, którą obsługują. Ostatnie pociągi w oryginalnym malowaniu przetrwały do roku 2001.
| Seria        | Liczba | Lata budowy | Użytkownik | Numery                      | Uwagi |
| ------------ | ------ | ----------- | ---------- | --------------------------- | --- |
| Series 23000 | 98     | 1978–1985   | SNCF       | 01–37, 39–69, 71–87, 89–102 | 2-systemowe nr 38 przebudowany jako TGV La Poste nr 70 zezłomowany w 1988 nr 88 przebudowany na potrzeby przetestowania TGV Atlantique nr 101 przebudowany na potrzeby przetestowania systemy wychylnego nadwozia |
| Series 33000 | 9      | 1978–1985   | SNCF       | 110–118                     | 3-systemowe |